# Рыжов, Георгий Тимофеевич
Георгий Тимофеевич Рыжов (1919—1997) — Гвардии старшина Советской Армии, участник Великой Отечественной войны, Герой Советского Союза (1944).

## Биография
Родился 14 ноября 1919 года в селе Соловьёвка (ныне — Алтайский район Восточно-Казахстанской области Казахстана).
После окончания неполной средней школы работал в колхозе.
В январе 1942 года Рыжов был призван на службу в Рабоче-крестьянскую Красную Армию. С октября того же года — на фронтах Великой Отечественной войны.
К апрелю 1944 года гвардии старший сержант Георгий Рыжов командовал отделением 105-го гвардейского стрелкового полка 34-й гвардейской стрелковой дивизии 31-го гвардейского стрелкового корпуса 46-й армии 3-го Украинского фронта. Отличился во время освобождения Молдавской ССР. 13 апреля 1944 года Рыжов в составе группы из одиннадцати человек переправился через Днестр в районе села Раскаецы (ныне — Штефан-Водский район Молдавии) и принял активное участие в захвате и удержании важной высоты на его берегу, отразив большое количество немецких контратак. В критический момент боя Рыжов взял командование группой на себя и успешно ей руководил.
Указом Президиума Верховного Совета СССР от 13 сентября 1944 года гвардии старший сержант Георгий Рыжов был удостоен высокого звания Героя Советского Союза с вручением ордена Ленина и медали «Золотая Звезда».
В 1946 году в звании старшины Рыжов был демобилизован. Проживал и работал в Алма-Ате.
Был также награждён орденом Отечественной войны 1-й степени и рядом медалей.

## Память
Именем Героя названа улица в селе Соловьёво.
У села Раскаецы на правом берегу Днестра на высоте установлен обелиск в честь подвига 10 гвардейцев .